# سرقت در ۶۰ ثانیه (فیلم ۱۹۷۴)
سرقت در ۶۰ ثانیه (انگلیسی: Gone in 60 Seconds) یک فیلم مستقل آمریکایی اکشن محصول سال ۱۹۷۴ به نویسندگی، کارگردانی، تهیه‌کنندگی و بازی هنری بلایت هالیکی است. داستان فیلم دربارهٔ گروهی از سارقان ماشین و پنجاه ماشینی است که باید ظرف چند روز بدزدند. این فیلم به خاطر نمایش یک صحنه تعقیب و گریز ۴۰ دقیقه‌ای با ماشین، طولانی‌ترین صحنه در تاریخ فیلم، که در طی آن در مجموع ۹۳ ماشین نابود شد، شناخته شده است.
این فیلم در سال‌های پس از اکران تبدیل به یک فیلم کالت شده است و یک بازسازی آزاد با شخصیت‌های جدید و طرحی متفاوت در سال ۲۰۰۰ به همین نام با بازی نیکلاس کیج و آنجلینا جولی منتشر شد.